# 腹斑深海鰩
白斑深海鰩（学名：Bathyraja aleutica），為軟骨魚綱鰩目單鰭鰩科的一種，分布於北太平洋日本北方到阿留申群島與美國阿拉斯加州東南方海域，深度15至1602公尺，本魚體盤呈菱形，吻尖，腹葉有圓形突起，上顎牙齒34-42排，下顎牙齒32-38排，背部有細刺，尾部亦有刺，體背側深棕色至灰色，胸鰭上有深色斑點，腹側白色，吻部、鰓、椎間盤邊緣、骨盆和尾部下側顏色較深，體長可達161公分，棲息在大陸棚及大陸坡沙泥底質海域，為深海底棲性魚類，卵生，雌魚會產下金棕色，表面佈滿粗糙、有條紋的卵囊，卵外殼的每個角都有長而彎曲的角，前角較短，這些角逐漸變細，末端變得細而呈絲狀，屬肉食性，以甲殼類、硬骨魚為食，生活習性不明。